# ناحية مركز جبلة

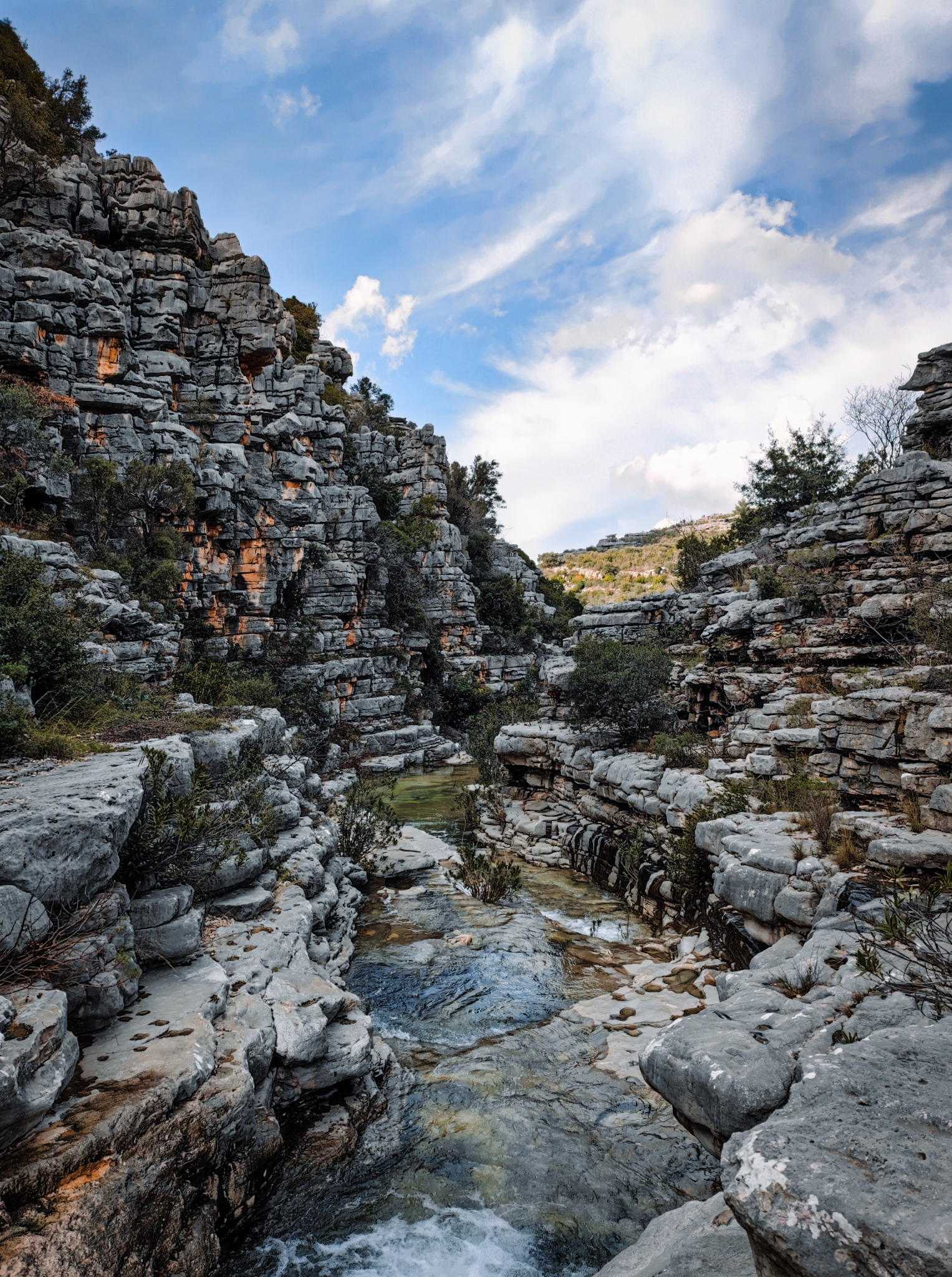
وادي الصخور في محيط بسنديانا في منطقة جبلة السورية

ناحية مركز جبلة إحدى نواحي سوريا تتبع إداريّاً لمحافظة اللاذقية منطقة جبلة ومركزها مدينة جبلة، بلغ تعداد سكان الناحية 107,064 نسمة حسب التعداد السكاني لعام 2004.

## مدن وبلدات وقرى ناحية مركز جبلة
عرب الملك (جركس)، الأشرفية، بطرة، البرجال، بسيسين، بستان الباشا، درغامو، غنيري، حميميم، الحويز، العيدية، جبلة، كفر دبيل،  بخضرمو التحتا، المتركية، المعيصرة، القبو، رأس العين (جوار البقر)، رويسة الحجل، الشراشير، سيانو، الزهيرات، العسالية، القبيسية الشرقية، برزين، بستان الجامع، بيلي، جفتلك، دوير الشوا.